# Crystal Dynamics
Crystal Dynamics is een Amerikaans computerspelbedrijf uit Redwood City, Californië.
Het bedrijf startte in 1992 met Judy Lang, Madeline Canepa en Dave Morris. Het werd in 1998 overgenomen door Eidos Interactive en is sinds 2009 onderdeel van Square Enix. Crystal Dynamics was de eerste spelontwikkelaar onder licentie voor de 3DO, een spelcomputer. De mascotte voor het bedrijf was Gex de Gekko.

## Spellen
| Jaar | Titel                                        | Platform(s)                                                                          |
| ---- | -------------------------------------------- | ------------------------------------------------------------------------------------ |
| 1993 | Crash n' Burn                                | 3DO                                                                                  |
| 1993 | Cyberclash                                   | 3DO                                                                                  |
| 1994 | Gex                                          | 3DO, Saturn, PlayStation, Windows                                                    |
| 1994 | Off-World Interceptor                        | 3DO                                                                                  |
| 1994 | Star Control II                              | 3DO                                                                                  |
| 1994 | The Horde                                    | 3DO, Saturn, SNES, Windows                                                           |
| 1994 | Total Eclipse                                | 3DO                                                                                  |
| 1995 | Solar Eclipse                                | Saturn                                                                               |
| 1995 | Total Eclipse Turbo                          | PlayStation                                                                          |
| 1996 | 3D Baseball                                  | PlayStation, Saturn                                                                  |
| 1996 | Blazing Dragons                              | PlayStation, Saturn                                                                  |
| 1996 | Blood Omen: Legacy of Kain                   | Windows, PlayStation                                                                 |
| 1996 | Pandemonium                                  | PlayStation, Saturn, N-Gage, Windows, iOS                                            |
| 1996 | Slam 'N Jam '96 featuring Magic and Kareem   | PlayStation, Saturn, Windows                                                         |
| 1995 | Titan Wars                                   | PlayStation                                                                          |
| 1997 | Off-World Interceptor Extreme                | PlayStation                                                                          |
| 1997 | Pandemonium 2                                | PlayStation, Windows                                                                 |
| 1998 | Gex: Enter the Gecko                         | PlayStation, N64                                                                     |
| 1998 | The Unholy War                               | PlayStation                                                                          |
| 1999 | Akuji the Heartless                          | PlayStation                                                                          |
| 1999 | Gex 3: Deep Cover Gecko                      | PlayStation, N64                                                                     |
| 1999 | Legacy of Kain: Soul Reaver                  | Windows, PlayStation, Dreamcast                                                      |
| 2000 | 102 Dalmatians: Puppies to the Rescue        | PlayStation, Dreamcast, Game Boy Color                                               |
| 2000 | Walt Disney World Quest: Magical Racing Tour | Dreamcast, Game Boy Color, PlayStation                                               |
| 2001 | Legacy of Kain: Soul Reaver 2                | Windows, PlayStation 2                                                               |
| 2001 | Mad Dash Racing                              | Xbox                                                                                 |
| 2002 | Blood Omen 2: Legacy of Kain                 | Xbox, Windows, PlayStation 2, GameCube                                               |
| 2003 | Legacy of Kain: Defiance                     | Windows, PlayStation 2, Xbox                                                         |
| 2003 | Whiplash                                     | Xbox, PlayStation 2                                                                  |
| 2005 | Project Snowblind                            | Windows, Xbox, PlayStation 2                                                         |
| 2006 | Tomb Raider: Legend                          | PlayStation 2, PSP, Windows, Xbox, Xbox 360, Nintendo DS, GameCube, Game Boy Advance |
| 2007 | Tomb Raider: Anniversary                     | PlayStation 2, PSP, Windows, Xbox 360, Wii, Mac OS X                                 |
| 2008 | Tomb Raider: Underworld                      | PlayStation 3, Windows, Xbox 360, Wii, Nintendo DS, PlayStation 2                    |
| 2010 | Lara Croft and the Guardian of Light         | PlayStation 3, Windows, Xbox 360, iOS                                                |
| 2011 | The Tomb Raider Trilogy                      | PlayStation 3                                                                        |
| 2013 | Tomb Raider                                  | PlayStation 3, Windows, Xbox 360                                                     |
| 2014 | Lara Croft and the Temple of Osiris          | Windows, Xbox One, PlayStation 4, Stadia                                             |
| 2015 | Rise of the Tomb Raider                      | Windows, Xbox 360, Xbox One, PlayStation 4, Mac OS, Linux, Stadia                    |
| 2020 | Marvel's Avengers                            | Windows, Xbox One, Xbox Series X/S, PlayStation 4, PlayStation 5, Stadia             |